# Tournoi de Londres de rugby à sept 2013
Navigation
2012 2014
Le Tournoi de Londres de rugby à sept 2013 (anglais : England rugby sevens 2013) est la 9e et dernière étape la saison 2012-2013 du IRB Sevens World Series. Elle se déroule les 11 et 12 mai 2013 au Stade de Twickenham à Londres, en Angleterre.
La victoire finale revient à l'équipe Nouvelle-Zélande, battant en finale l'équipe Australie sur le score de 47 à 12.

## Format
L'édition 2013 du Tournoi de Londres, la dernière étape de la saison, conclut le système de promotion / relégation des équipes permanentes pour la saison suivante. Elle se compose donc de deux compétitions qui se déroulent simultanément. 

### Tournoi principal
La première compétition concerne les 12 meilleures équipes permanentes au classement général de l'édition 2012-2013 qui ont participé aux huit précédentes étapes du circuit mondial. Les équipes sont réparties en 3 poules de 4 équipes, les deux premiers de chaque poule et les deux meilleurs troisièmes se qualifient pour les quarts de finale de Cup, les perdants de ces quarts jouent la Plate. Les quatre autres équipes non qualifiées en Cup disputent les demi-finales de Bowl. 

### Tournoi de qualification
La deuxième compétition, tournoi de qualification ou qualifier, est disputé par 8 équipes : les trois dernières équipes permanentes au classement général de l'édition courante, les quatre qualifiés du tournoi de pré-qualification de Hong Kong, et l'équipe de Hong Kong, vainqueur 2012 de l'Asian Sevens Series. Les équipes sont réparties en 2 poules de 4 équipes puis disputent un tournoi final à partir des quarts de finale selon leur classement en poules. Les trois meilleures équipes du tournoi de qualification gagnent leur place d'équipes permanentes pour la saison suivante des IRB Sevens World Series.

## Équipes participantes
Vingt équipes participent au tournoi.
Tournoi principal (douze meilleures équipes permanentes du circuit mondial) :
- Afrique du Sud
- Angleterre
- Argentine
- Australie
- Canada
- Fidji
- France
- Pays de Galles
- Kenya
- Nouvelle-Zélande
- Samoa
- États-Unis

Tournoi de qualification (huit équipes) :
| - Écosse - Espagne - Portugal | - Géorgie - Russie - Tonga - Zimbabwe | - Hong Kong |

## Phase de poules
Classements
|  | Qualifié pour la phase finale de la Cup |
|  | Qualifié pour la phase finale du Bowl   |

### Poule A
| Rang | Pays           | J | V | N | D | Pm | Pe | Diff | Pts |
| ---- | -------------- | - | - | - | - | -- | -- | ---- | --- |
| 1    | Australie      | 3 | 2 | 0 | 1 | 54 | 32 | +22  | 7   |
| 2    | États-Unis     | 3 | 2 | 0 | 1 | 53 | 48 | +5   | 7   |
| 3    | Afrique du Sud | 3 | 2 | 0 | 1 | 34 | 33 | +1   | 7   |
| 4    | France         | 3 | 0 | 0 | 3 | 43 | 71 | -28  | 3   |

|  | Australie | 35 - 12 | France | Stade de Twickenham, Londres |
|  |           |         |        | Stade de Twickenham, Londres |
|  |           |         |        | Stade de Twickenham, Londres |

|  | États-Unis | 19 - 12 | Afrique du Sud | Stade de Twickenham, Londres |
|  |            |         |                | Stade de Twickenham, Londres |
|  |            |         |                | Stade de Twickenham, Londres |

|  | Australie | 19 - 15 | États-Unis | Stade de Twickenham, Londres |
|  |           |         |            | Stade de Twickenham, Londres |
|  |           |         |            | Stade de Twickenham, Londres |

|  | Afrique du Sud | 17 - 14 | France | Stade de Twickenham, Londres |
|  |                |         |        | Stade de Twickenham, Londres |
|  |                |         |        | Stade de Twickenham, Londres |

|  | Afrique du Sud | 5 - 0 | Australie | Stade de Twickenham, Londres |
|  |                |       |           | Stade de Twickenham, Londres |
|  |                |       |           | Stade de Twickenham, Londres |

|  | États-Unis | 19 - 17 | France | Stade de Twickenham, Londres |
|  |            |         |        | Stade de Twickenham, Londres |
|  |            |         |        | Stade de Twickenham, Londres |

### Poule B
| Rang | Pays             | J | V | N | D | Pm  | Pe | Diff | Pts |
| ---- | ---------------- | - | - | - | - | --- | -- | ---- | --- |
| 1    | Nouvelle-Zélande | 3 | 3 | 0 | 0 | 100 | 29 | +71  | 9   |
| 2    | Kenya            | 3 | 2 | 0 | 1 | 86  | 62 | +24  | 7   |
| 3    | Pays de Galles   | 3 | 1 | 0 | 2 | 41  | 90 | -49  | 5   |
| 4    | Canada           | 3 | 0 | 0 | 3 | 33  | 79 | -46  | 3   |

|  | Nouvelle-Zélande | 45 - 5 | Pays de Galles | Stade de Twickenham, Londres |
|  |                  |        |                | Stade de Twickenham, Londres |
|  |                  |        |                | Stade de Twickenham, Londres |

|  | Kenya | 38 - 12 | Canada | Stade de Twickenham, Londres |
|  |       |         |        | Stade de Twickenham, Londres |
|  |       |         |        | Stade de Twickenham, Londres |

|  | Pays de Galles | 17 - 14 | Canada | Stade de Twickenham, Londres |
|  |                |         |        | Stade de Twickenham, Londres |
|  |                |         |        | Stade de Twickenham, Londres |

|  | Nouvelle-Zélande | 31 - 17 | Kenya | Stade de Twickenham, Londres |
|  |                  |         |       | Stade de Twickenham, Londres |
|  |                  |         |       | Stade de Twickenham, Londres |

|  | Nouvelle-Zélande | 24 - 7 | Canada | Stade de Twickenham, Londres |
|  |                  |        |        | Stade de Twickenham, Londres |
|  |                  |        |        | Stade de Twickenham, Londres |

|  | Kenya | 31 - 19 | Pays de Galles | Stade de Twickenham, Londres |
|  |       |         |                | Stade de Twickenham, Londres |
|  |       |         |                | Stade de Twickenham, Londres |

### Poule C
| Rang | Pays       | J | V | N | D | Pm | Pe | Diff | Pts |
| ---- | ---------- | - | - | - | - | -- | -- | ---- | --- |
| 1    | Angleterre | 3 | 2 | 0 | 1 | 78 | 33 | +45  | 7   |
| 2    | Fidji      | 3 | 2 | 0 | 1 | 57 | 34 | +23  | 7   |
| 3    | Argentine  | 3 | 2 | 0 | 1 | 36 | 48 | -12  | 7   |
| 4    | Samoa      | 3 | 0 | 0 | 3 | 21 | 77 | -56  | 3   |

|  | Argentine | 26 - 17 | Angleterre | Stade de Twickenham, Londres |
|  |           |         |            | Stade de Twickenham, Londres |
|  |           |         |            | Stade de Twickenham, Londres |

|  | Fidji | 33 - 7 | Samoa | Stade de Twickenham, Londres |
|  |       |        |       | Stade de Twickenham, Londres |
|  |       |        |       | Stade de Twickenham, Londres |

|  | Fidji | 24 - 0 | Argentine | Stade de Twickenham, Londres |
|  |       |        |           | Stade de Twickenham, Londres |
|  |       |        |           | Stade de Twickenham, Londres |

|  | Angleterre | 34 - 7 | Samoa | Stade de Twickenham, Londres |
|  |            |        |       | Stade de Twickenham, Londres |
|  |            |        |       | Stade de Twickenham, Londres |

|  | Angleterre | 27 - 0 | Fidji | Stade de Twickenham, Londres |
|  |            |        |       | Stade de Twickenham, Londres |
|  |            |        |       | Stade de Twickenham, Londres |

|  | Argentine | 10 - 7 | Samoa | Stade de Twickenham, Londres |
|  |           |        |       | Stade de Twickenham, Londres |
|  |           |        |       | Stade de Twickenham, Londres |

## Phase finale
Résultats de la phase finale

### Tournois principaux

#### Cup
|  | Quarts de finale | Quarts de finale |                  |            | Demi-finales           | Demi-finales |  |  | Finale | Finale |
|  | Quarts de finale | Quarts de finale |                  |            | Demi-finales           | Demi-finales |  |  | Finale | Finale |
|  |                  |                  |                  |            |                        |              |  |  |        |        |
|  |                  |                  |                  |            |                        |              |  |  |        |        |
|  |                  |                  |                  |            |                        |              |  |  |        |        |
|  | Nouvelle-Zélande | 52               |                  |            |                        |              |  |  |        |        |
|  | Nouvelle-Zélande | 52               |                  |            |                        |              |  |  |        |        |
|  | Argentine        | 7                |                  |            |                        |              |  |  |        |        |
|  | Argentine        | 7                | Nouvelle-Zélande | 7          |                        |              |  |  |        |        |
|  |                  |                  | Nouvelle-Zélande | 7          |                        |              |  |  |        |        |
|  |                  | Kenya            | 0                |            |                        |              |  |  |        |        |
|  | Kenya            | Kenya            | 0                | 20         |                        |              |  |  |        |        |
|  | Kenya            |                  |                  | 20         |                        |              |  |  |        |        |
|  | Fidji            | 7                |                  |            |                        |              |  |  |        |        |
|  | Fidji            | 7                | Nouvelle-Zélande | 47         |                        |              |  |  |        |        |
|  |                  |                  | Nouvelle-Zélande | 47         |                        |              |  |  |        |        |
|  |                  | Australie        | 12               |            |                        |              |  |  |        |        |
|  | Australie        | Australie        | 12               | 24         |                        |              |  |  |        |        |
|  | Australie        |                  |                  | 24         |                        |              |  |  |        |        |
|  | États-Unis       | 19               |                  |            |                        |              |  |  |        |        |
|  | États-Unis       | 19               | Australie        | 14         |                        |              |  |  |        |        |
|  |                  |                  | Australie        | 14         | Match pour la 3e place |              |  |  |        |        |
|  |                  | Angleterre       | 7                |            |                        |              |  |  |        |        |
|  | Angleterre       | Angleterre       | 7                | 19         |                        |              |  |  |        |        |
|  | Angleterre       |                  |                  | 19         |                        |              |  |  |        |        |
|  | Afrique du Sud   | 14               |                  | Angleterre | 26                     |              |  |  |        |        |
|  | Afrique du Sud   | 14               |                  | Angleterre | 26                     |              |  |  |        |        |
|  |                  |                  |                  |            |                        |              |  |  | Kenya  | 19     |
|  |                  |                  |                  |            |                        |              |  |  | Kenya  | 19     |

#### Bowl
|  | Demi-finales   | Demi-finales |                |    | Finale | Finale |
|  | Demi-finales   | Demi-finales |                |    | Finale | Finale |
|  |                |              |                |    |        |        |
|  |                |              |                |    |        |        |
|  |                |              |                |    |        |        |
|  | Pays de Galles | 21           |                |    |        |        |
|  | Pays de Galles | 21           |                |    |        |        |
|  | Samoa          | 12           |                |    |        |        |
|  | Samoa          | 12           | Pays de Galles | 19 |        |        |
|  |                |              | Pays de Galles | 19 |        |        |
|  |                | France       | 7              |    |        |        |
|  | France         | France       | 7              | 28 |        |        |
|  | France         |              |                | 28 |        |        |
|  | Canada         | 14           |                |    |        |        |
|  | Canada         | 14           |                |    |        |        |

### Matchs de classement

#### Plate
|  | Demi-finales   | Demi-finales |       |    | Finale | Finale |
|  | Demi-finales   | Demi-finales |       |    | Finale | Finale |
|  |                |              |       |    |        |        |
|  |                |              |       |    |        |        |
|  |                |              |       |    |        |        |
|  | Fidji          | 26           |       |    |        |        |
|  | Fidji          | 26           |       |    |        |        |
|  | Argentine      | 12           |       |    |        |        |
|  | Argentine      | 12           | Fidji | 14 |        |        |
|  |                |              | Fidji | 14 |        |        |
|  |                | États-Unis   | 5     |    |        |        |
|  | États-Unis     | États-Unis   | 5     | 22 |        |        |
|  | États-Unis     |              |       | 22 |        |        |
|  | Afrique du Sud | 5            |       |    |        |        |
|  | Afrique du Sud | 5            |       |    |        |        |

## Tournoi de qualification
- Source des résultats [4]

### Phase de poules

#### Poule A
| Rang | Pays      | J | V | N | D | Pm | Pe | Diff | Pts |
| ---- | --------- | - | - | - | - | -- | -- | ---- | --- |
| 1    | Écosse    | 3 | 2 | 0 | 1 | 69 | 34 | +35  | 7   |
| 2    | Zimbabwe  | 3 | 2 | 0 | 1 | 45 | 42 | +3   | 7   |
| 3    | Hong Kong | 3 | 2 | 0 | 1 | 44 | 43 | +1   | 7   |
| 4    | Géorgie   | 3 | 0 | 0 | 3 | 26 | 65 | -39  | 3   |

|  | Hong Kong | 20 - 19 | Écosse | Stade de Twickenham, Londres |
|  |           |         |        | Stade de Twickenham, Londres |
|  |           |         |        | Stade de Twickenham, Londres |

|  | Zimbabwe | 19 - 14 | Géorgie | Stade de Twickenham, Londres |
|  |          |         |         | Stade de Twickenham, Londres |
|  |          |         |         | Stade de Twickenham, Londres |

|  | Écosse | 21 - 14 | Zimbabwe | Stade de Twickenham, Londres |
|  |        |         |          | Stade de Twickenham, Londres |
|  |        |         |          | Stade de Twickenham, Londres |

|  | Hong Kong | 17 - 12 | Géorgie | Stade de Twickenham, Londres |
|  |           |         |         | Stade de Twickenham, Londres |
|  |           |         |         | Stade de Twickenham, Londres |

|  | Écosse | 29 - 0 | Géorgie | Stade de Twickenham, Londres |
|  |        |        |         | Stade de Twickenham, Londres |
|  |        |        |         | Stade de Twickenham, Londres |

|  | Zimbabwe | 12 - 7 | Hong Kong | Stade de Twickenham, Londres |
|  |          |        |           | Stade de Twickenham, Londres |
|  |          |        |           | Stade de Twickenham, Londres |

#### Poule B
| Rang | Pays     | J | V | N | D | Pm | Pe | Diff | Pts |
| ---- | -------- | - | - | - | - | -- | -- | ---- | --- |
| 1    | Portugal | 3 | 3 | 0 | 0 | 45 | 22 | +23  | 9   |
| 2    | Espagne  | 3 | 1 | 0 | 2 | 41 | 40 | +1   | 5   |
| 3    | Russie   | 3 | 1 | 0 | 2 | 43 | 52 | -9   | 5   |
| 4    | Tonga    | 3 | 1 | 0 | 2 | 33 | 48 | -15  | 5   |

|  | Portugal | 7 - 5 | Espagne | Stade de Twickenham, Londres |
|  |          |       |         | Stade de Twickenham, Londres |
|  |          |       |         | Stade de Twickenham, Londres |

|  | Russie | 19 - 7 | Tonga | Stade de Twickenham, Londres |
|  |        |        |       | Stade de Twickenham, Londres |
|  |        |        |       | Stade de Twickenham, Londres |

|  | Portugal | 12 - 7 | Tonga | Stade de Twickenham, Londres |
|  |          |        |       | Stade de Twickenham, Londres |
|  |          |        |       | Stade de Twickenham, Londres |

|  | Espagne | 19 - 14 | Russie | Stade de Twickenham, Londres |
|  |         |         |        | Stade de Twickenham, Londres |
|  |         |         |        | Stade de Twickenham, Londres |

|  | Portugal | 26 - 10 | Russie | Stade de Twickenham, Londres |
|  |          |         |        | Stade de Twickenham, Londres |
|  |          |         |        | Stade de Twickenham, Londres |

|  | Tonga | 19 - 17 | Espagne | Stade de Twickenham, Londres |
|  |       |         |         | Stade de Twickenham, Londres |
|  |       |         |         | Stade de Twickenham, Londres |

### Phase finale
Les vainqueurs des demi-finales, l'Espagne et l'Écosse, obtiennent le statut d'équipe permanente pour la saison 2013-2014. Le Portugal, vainqueur du match pour la troisième place, obtient également ce statut.
|  | Quarts de finale | Quarts de finale |          |    | Demi-finales | Demi-finales |  |  | Finale                        | Finale |
|  | Quarts de finale | Quarts de finale |          |    | Demi-finales | Demi-finales |  |  | Finale                        | Finale |
|  |                  |                  |          |    |              |              |  |  |                               |        |
|  |                  |                  |          |    |              |              |  |  | Troisième place qualificative |        |
|  |                  |                  |          |    |              |              |  |  |                               |        |
|  | Portugal         | 17               |          |    |              |              |  |  |                               |        |
|  | Portugal         | 17               |          |    |              |              |  |  |                               |        |
|  | Géorgie          | 5                |          |    |              |              |  |  |                               |        |
|  | Géorgie          | 5                | Portugal | 5  |              |              |  |  |                               |        |
|  |                  |                  | Portugal | 5  |              |              |  |  |                               |        |
|  |                  | Espagne          | 10       |    |              |              |  |  |                               |        |
|  | Espagne          | Espagne          | 10       | 29 |              |              |  |  |                               |        |
|  | Espagne          |                  |          | 29 |              |              |  |  |                               |        |
|  | Hong Kong        | 14               |          |    |              |              |  |  |                               |        |
|  | Hong Kong        | 14               | Portugal | 10 |              |              |  |  |                               |        |
|  |                  |                  | Portugal | 10 |              |              |  |  |                               |        |
|  |                  | Russie           | 5        |    |              |              |  |  |                               |        |
|  | Zimbabwe         | Russie           | 5        | 7  |              |              |  |  |                               |        |
|  | Zimbabwe         |                  |          | 7  |              |              |  |  |                               |        |
|  | Russie           | 26               |          |    |              |              |  |  |                               |        |
|  | Russie           | 26               | Russie   | 0  |              |              |  |  |                               |        |
|  |                  |                  | Russie   | 0  |              |              |  |  |                               |        |
|  |                  | Écosse           | 19       |    |              |              |  |  |                               |        |
|  | Écosse           | Écosse           | 19       | 31 |              |              |  |  |                               |        |
|  | Écosse           |                  |          | 31 |              |              |  |  |                               |        |
|  | Tonga            | 0                |          |    |              |              |  |  |                               |        |
|  | Tonga            | 0                |          |    |              |              |  |  |                               |        |

## Bilan
Statistiques sportives 
- Meilleur marqueur du tournoi :  Dan Norton (10 essais)
- Meilleur réalisateur du tournoi :  Dan Norton (50 points)

Affluences